# Werner T. Bauer
Werner Thomas Bauer (* 1958 in Wien) ist ein österreichischer Ethnologe, Dokumentarfilmer und wissenschaftlicher Autor. Er ist wissenschaftlicher Mitarbeiter der Österreichischen Gesellschaft für Politikberatung und Politikentwicklung.

## Leben
Bauer besuchte das Lycée Français de Vienne und studierte im Anschluss Völkerkunde und Orientalistik an der Universität Wien. 1985 folgte die Promotion zum Dr. phil. Danach war er als freier Journalist und Wissenschaftler tätig. 1987 war er Organisator der „Tage des ethnologischen Films“ im Filmhaus Stöbergasse in Wien und beteiligte er sich an der Ausstellung „Safranbolu – ein Markt in der Türkei“ im Museum für Völkerkunde in Wien. 1998 wurde er Bildungsreferent des Afro-Asiatischen Instituts (AAI) in Wien. Bauer war u. a. in die Grabungen in Limyra (Türkei) eingebunden. Ab 1991 trat er als Regisseur von Dokumentarfilmen hervor.
Seit 2003 ist er wissenschaftlicher Mitarbeiter der Österreichischen Gesellschaft für Politikberatung und Politikentwicklung (ÖGPP) in Wien. Seine Arbeitsschwerpunkte sind: „Internationale Politik, Stadtentwicklung, Migrationsforschung, Gesellschafts- und Kulturpolitik“. Gemeinsam mit Lilli Bauer ist er überdies Kurator der Dauerausstellung „Das Rote Wien  im Waschsalon Karl-Marx-Hof“ und Redakteur des Weblexikons der Wiener Sozialdemokratie (dasrotewien.at).
Bauer veröffentlichte mehrere wissenschaftliche Beiträge. 2010 erstellte er für die SPD-nahe Friedrich-Ebert-Stiftung die Expertise „Rechtspopulismus in Europa: Vergängliches Phänomen oder auf dem Weg zum  politischen Mainstream?“, die er im entsprechenden Rahmen vorstellte und an einer Podiumsdiskussion teilnahm. Im Jahr 2013 referierte er zum Thema „Antikapitalismus und Globalisierungskritik von rechts – Erfolgskonzepte für die extreme Rechte?“ auf der Fachtagung „Grenzenlos: Die internationale Dimension des Rechtsextremismus. Vernetzungen – Strategien – Gegenmaßnahmen“ der Grünen-nahen Petra-Kelly-Stiftung.

## Auszeichnungen (Auswahl)
- 1996: Prix Bartok, Bilan du film ethnographique Paris (für: In Sivas wachsen die Dichter)

## Schriften (Auswahl)
- Wiener Friedhofsführer. Genaue Beschreibung sämtlicher Begräbnisstätten nebst einer Geschichte des Wiener Bestattungswesens. Mit Fotos von Jörg Klauber, Falter-Verlag, Wien 1988, ISBN 3-85439-049-1. (5. Auflage 2004)
- Der Bazar von Safranbolu. Lang, Frankfurt am Main u. a. 1994, ISBN 3-631-47224-2.
- Die Wiener Märkte. 100 Märkte, von Naschmarkt bis Flohmarkt. Mit einer umfassenden Geschichte des Marktwesens in Wien. Mit Fotos von Jörg Klauber, Falter-Verlag, Wien 1996, ISBN 3-85439-162-5.
- mit Lilli Bauer: Steirisches Hügelland und südliches Burgenland. Geschichte, Kultur, Natur, Ausflüge, Wanderungen und angenehme Plätze zwischen Schilcherland, Thermenregion und Graz (= Falters feine Reiseführer). Mit Fotos von Jörg Klauber, hrsg. von Othmar Pruckner, Falter-Verlag, Wien 1997, ISBN 3-85439-185-4.
- Rechtspopulismus in Europa. Vergängliches Phänomen oder auf dem Weg zum politischen Mainstream?. Friedrich-Ebert-Stiftung, Abteilung Internationaler Dialog, Berlin 2010, ISBN 978-3-86872-366-3.
- Zwei Staaten, zwei Nationen – und jede Menge Identitäten. Nationales Selbstverständnis und Umgang mit gesellschaftlicher Vielfalt in Deutschland und Österreich. Bertelsmann Stiftung, Gütersloh 2016.

## Filmographie
Folgende Dokumentarfilme sind mit Said Manafi entstanden:
- 1991: Bir Gün (a day)
- 1992: Mit Haut und Haar
- 1995: In Sivas wachsen die Dichter